# Oh Jin-hyek
Oh Jin-hyek (kor. 오진혁, ur. 15 sierpnia 1981) – południowokoreański łucznik, mistrz olimpijski indywidualnie i drużynowo oraz brązowy medalista olimpijski drużynowo, pięciokrotny mistrz świata drużynowo i w mikście oraz dwukrotny wicemistrz indywidualnie. Startuje w konkurencji łuków klasycznych.
Jego największym osiągnięciem jest srebrny medal mistrzostw świata indywidualnie w 2011 roku oraz dwukrotnie złoty drużynowo (2009, 2011). Podczas igrzysk olimpijskich w Londynie zdobył złoty medal indywidualnie i brązowy drużynowo, natomiast podczas igrzysk w Tokio został drużynowym mistrzem olimpijskim.
W swej karierze zdobywał medale igrzysk azjatyckich (Kanton, Inczon, Dżakarta, Hangzhou).